# Высоцкий, Иван Иванович
Иван Иванович Высоцкий (род. 7 июля 1962, Калитинцы, Хмельницкая область) — советский гребец. Заслуженный мастер спорта СССР (1986).
Неоднократный чемпион СССР. Выступал за спортивное общество «Динамо». Тренировался под руководством А. Воронкова.
Победитель игр Дружба-84.
Чемпион мира 1985 года в Бельгии, где соревновался в четвёрке с рулевым в экипаже вместе такими гребцами как Зотов, Кучинскас, Романишин и Сасов. Участник чемпионатов мира 1986 года в Великобритании и 1990 года в Австрии.
Выступал на Олимпийских играх 1988 года в Сеуле.